# Comalcalco (kommun)
Comalcalco är en kommun i Mexiko.   Den ligger i delstaten Tabasco, i den sydöstra delen av landet, 600 km öster om huvudstaden Mexico City. Antalet invånare är 192 802. Arean är 723 kvadratkilometer.
Terrängen i Comalcalco är mycket platt.
Följande samhällen finns i Comalcalco:
- Comalcalco
- Villa Tecolutilla
- Miguel Hidalgo
- Arena 1ra. Sección
- Gobernadores
- Norte 1ra. Sección
- Oriente 6ta. Sección
- Potrerillo
- Oriente 1ra. Sección
- Oriente 2da. Sección
- Occidente 4ta. Sección
- Arena 6ta. Sección
- Betania
- Sargento López 2da. Sección
- Ignacio Zaragoza 1ra. Sección
- Oriente 5ta. Sección
- Sur 2da. Sección
- Sur 5ta. Sección
- Jesús Carranza
- Santa Lucía Chichicapa
- Sur 3ra. Sección
- Lázaro Cárdenas 2da. Sección
- Francisco Trujillo Gurría
- Uspí
- Sargento López 3ra. Sección
- Carlos Greene 1ra. Sección Tres
- Arena 5ta. Sección
- Guayo 3ra. Sección
- Novillero 4ta. Sección
- Emiliano Zapata 2da. Sección
- Patastal 3ra. Sección
- Tupilquillo
- Ignacio Zaragoza 4ta. Sección
- El Ángel
- San Fernando
- Tío Moncho
- Oriente
- Carlos Pellicer Cámara
- Cocohital Dos